# Jurassic 5
Jurassic 5 är en amerikansk alternativ hiphopgrupp bildad i Los Angeles 1993 av rapparna Chali 2na, Akil, Mark 7even, Zaakir aka Soup och turntableisterna Cut Chemist och DJ Nu-Mark, som gick ihop från två olika grupper, the Rebels of Rhythm och Unity Committee.
År 2006 lämnade Cut Chemist gruppen för att inrikta sig på sin solokarriär. Året efter splittrades hela gruppen. Den 11 november 2008 släppte de ett samlingsalbum med titeln J5: Deluxe Reissue. 2013 återförenades de för en spelning på Coachella och gav sig ut på en större sommarturné under 2014. Den 20 maj 2014 släpptes deras första singel sedan återföreningen, "The Way We Do It".

## Diskografi
Album
- 1998 – Jurassic 5
- 2000 – Quality Control
- 2002 – Power In Numbers
- 2003 – 5 Alive
- 2006 – Feedback

EP
- 1997 - Jurassic 5 EP

Singlar (topp 100 på US R&B / US Rap)
- 2000 - Quality Control (US R&B #96, US Rap #12)
- 2001 - W.O.E. Is Me (World of Entertainment) (US R&B #94, US Rap #8)
- 2002 - What's Golden (US R&B #90)

Blandat
- 2003 -  Jurassick! (Freestyles and Rarities) (Interscope Records)
- 2003 -  Pre-Historik Rarities (bootleg)